# John Rawsthorne
John Anthony Rawsthorne (ur. 12 listopada 1936 w Crosby) – brytyjski duchowny rzymskokatolicki, w latach 1997-2014 biskup diecezjalny Hallam.

## Życiorys
Święcenia kapłańskie przyjął 16 czerwca 1962 w archidiecezji Liverpoolu. 9 listopada 1981 papież Jan Paweł II mianował go biskupem pomocniczym archidiecezji ze stolicą tytularną Rotdon. Sakry udzielił mu 16 grudnia 1981 Derek John Worlock, ówczesny arcybiskup metropolita Liverpoolu. 4 czerwca 1997 został przeniesiony na urząd biskupa diecezjalnego Hallam.
20 maja 2014 papież Franciszek przyjął jego rezygnację z pełnionego urzędu, złożoną ze względu na wiek.